# Ікона Божої Матері «Нев'янучий цвіт»
Ікона Божої Матері «Нев'янучий Цвіт» — один з найшанованіших образів Пресвятої Богородиці.

## Історія
Написана ікона на Афоні, приблизно в XVI–XVII столітті. Оригінал ікони знаходиться у північній Греції в монастирі Преображення, написаний на стіні.

## Опис
На іконі Пресвята Богородиця Діва Марія в правій руці тримає Ісуса Христа, а в лівій — білу квітку, яка символізує нев'янучий цвіт дівоцтва і непорочності Пречистої Діви, до Якої так і звертається Свята Церква: «Ти єси Корінь дівування і Нев'янучий Колір чистоти». Належить до типу Одигітрія.
Символіка квітки пов'язана в іконописі в першу чергу із праобразом Богородиці. Одна з перших згадок — розквітлий жезл Аарона (Чис.17:23), який уподібнюється чудесному народженню Божої Матері від престарілих батьків, а саме цвітіння — втіленню Христа. Ще один аналогічний праобраз — корінь або жезл Ієсея: «І вийде Паросток від кореня Ієсеєвого, і гілка виросте від кореня його» (Іс. 11:1). Образ Богородиці Одигітрії з квіткою в руці — образ втілення, поєднання Божества з людською природою, прийнятою від Діви.
Ранні зразки типу ікон Богородиця з Христом та квіткою відомі в західноєвропейському малярстві вже з кін. XIII ст.

## В українському іконописі
Починаючи з кінця XVI ст., в українському малярстві поширились ікони «Нев'янучий цвіт», сформовані на основі іконографії Одигітрії.
Іконописний тип «Богородиця Нев'янучий цвіт» став популярним насамперед серед майстрів ремісничого рівня, які сміливо переймали малярську культуру з латинського Заходу. Два найраніші іконописні зразки зі згаданим мотивом зафіксовано в колі майстра ікони «Преображення Господнє» з Яблунева. Це ікони з Михайлівської церкви м. Долина Івано-Франківської області та церкви св. Параскеви с. Ясениця Турківського району Львівської області. Ще одним прикладом іконографії «Богородиця Нев'янучий цвіт» кінця XVI ст. є ікона із церкви Святого Миколая с. Ізки Міжгірського району на Закарпатті. Богородиця представлена в типі Одигітрії з похвалою.
Наступні приклади відсилають до XVII та XVIII ст. Тоді іконографічна програма аналізованих творів розширювалася. В іконографії «Нев'янучий цвіт» дедалі частіше трапляється Богородиця в образі Небесної Цариці, а Спас — в образі ієрея. Як вважають дослідники, поява зображень Богородиці й Христа в коронах була зумовлена грецькими впливами, хоча ці варіанти також відомі в сербському та болгарському мистецтві. Таким прикладом, зокрема, є ікона кінця XVII ст. із с. Задільське Сколівського району Львівської області.
Окремою сторінкою в розвитку іконописного варіанта «Нев'янучий цвіт» стала творчість риботицьких майстрів. Ці майстри були сміливими новаторами, які збагачували репертуар національного малярства новими композиціями, запозиченими як з візантійської, так і з латинської культури. «Богородиця Нев’янучий цвіт» знайшла своє втілення у творчому доробку маляра Яцентія — автора іконостаса 1688–1691 років з Котані. Іконографія твору відповідає типу Одигітрії, однак традиційні атрибути тут змінено: Христос тримає державу, а Марія — білий цвіт, що нагадує рожу.
Оригінальним зразком є ікона кінця XVII ст. із м. Бучач Тернопільської області, що належить до колекції Національного художнього музею України.
Ікона Одигітрія «Нев'янучий цвіт» зафіксована також у творчому доробку вишенських майстрів.Таким прикладом, зокрема, є невідома в літературі пам'ятка із церкви Святого Івана Хрестителя с. Шандровець Турківського району Львівської області зі збірки Національного музею у Львові імені Андрея Шептицького.
Ще одним різновидом іконографії, де трапляється тип «Нев'янучий цвіт», є Богородиця Єлеуса. В усталеній композиції таких зображень малий Христос тулиться до Богородиці, що водночас характеризує Марію як Страсну. На іконі із с. Жогатин (нині — територія Польщі) початку XVIII ст. зі збірки музею в Сяноку.
Апогей розвитку іконографії «Нев'янучий цвіт» припадає саме на XVII–XVIII ст. Попри популярність цієї іконографії серед майстрів ремісничого рівня, тоді її відтворювали також професійні іконописці, такі як Матей Домарацький, анонімні майстри з Волині чи майстер іконостаса 1732 року Свято-Преображенської церкви в с. Великі Сорочинці Миргородського району Полтавської області. У їхній інтерпретації квіти в руках Богородиці трактовані в реалістичній манері й часто мають вигляд білих лілей (символ непорочності) та червоних троянд (символ хресних мук Спаса).
На центральних і східних теренах України з XVIII ст. набула поширення іконографія, де Марія чи Христос тримають у руках розквітлий скіпетр. Такий варіант правдоподібно виник під впливом сусідньої Росії, де він поширився наприкінці XVII — на початку XVIII ст. Варто зазначити, що в багатьох інших країнах-спадкоємницях візантійської традиції зображення Богородиці з квіткою не мало такої популярності й іконографічної різноманітності, як на території України.
У національному церковному малярстві іконографія «Богородиця Нев'янучий цвіт» набула своїх характерних ознак, зокрема, у різноманітті сюжетів та способі трактування персонажів. Припускаємо, що саме майстри кола ікони «Преображення Господнє» з Яблунева наприкінці XVI ст. першими запровадили цю іконографію в місцевій традиції.

## Шанування
Перед образом Богородиці на іконі моляться насамперед жінки за щасливий шлюб, сімейне благополуччя, здоров'я дітей, щоб зберегти себе в чистоті й праведності.
День вшанування ікони у в Православній церкві здійснюється 16 квітня за новим стилем.

## Галерея

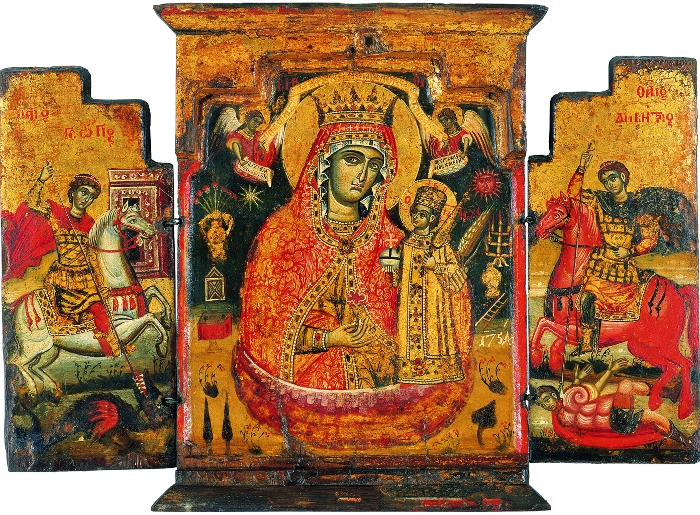
Богородиця «Нев'янучий Цвіт» зі святими Георгієм і Дмитрієм (Греція, 1754)
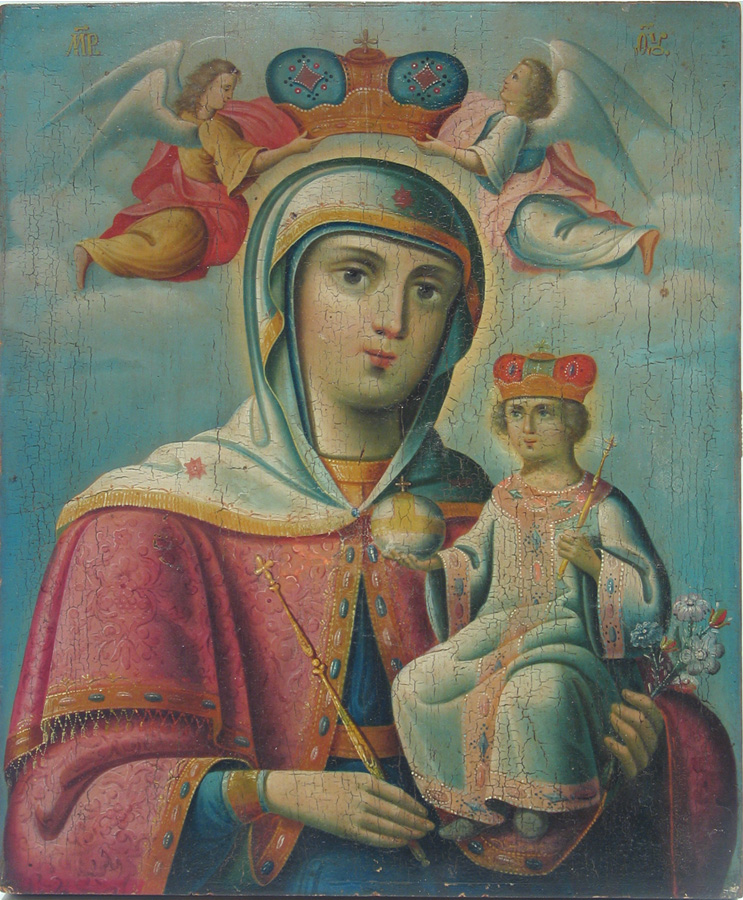
Росія, кінець XIX століття, приватна колекція, дерево, олія
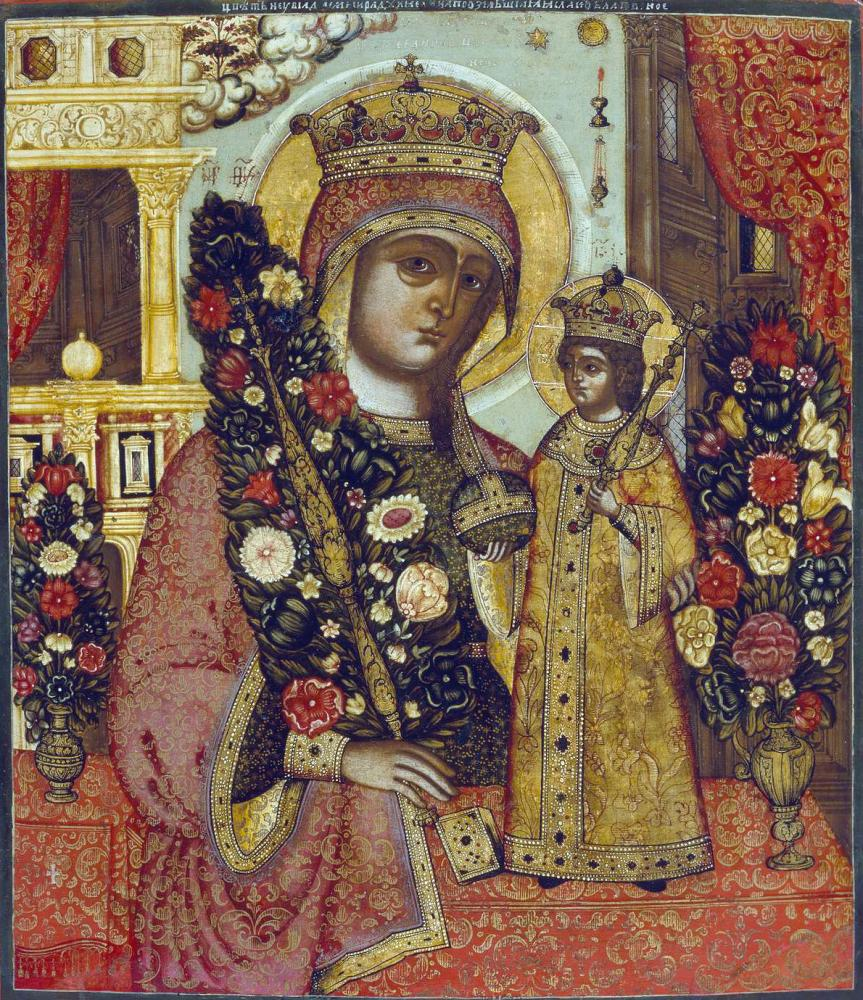
The Icon of the Mother of God "The Unfading Blossom, 1691